# Куриные лапки
Куриные лапки — цевка и пальцы курицы, используемые в пищу.

## Китайская кухня

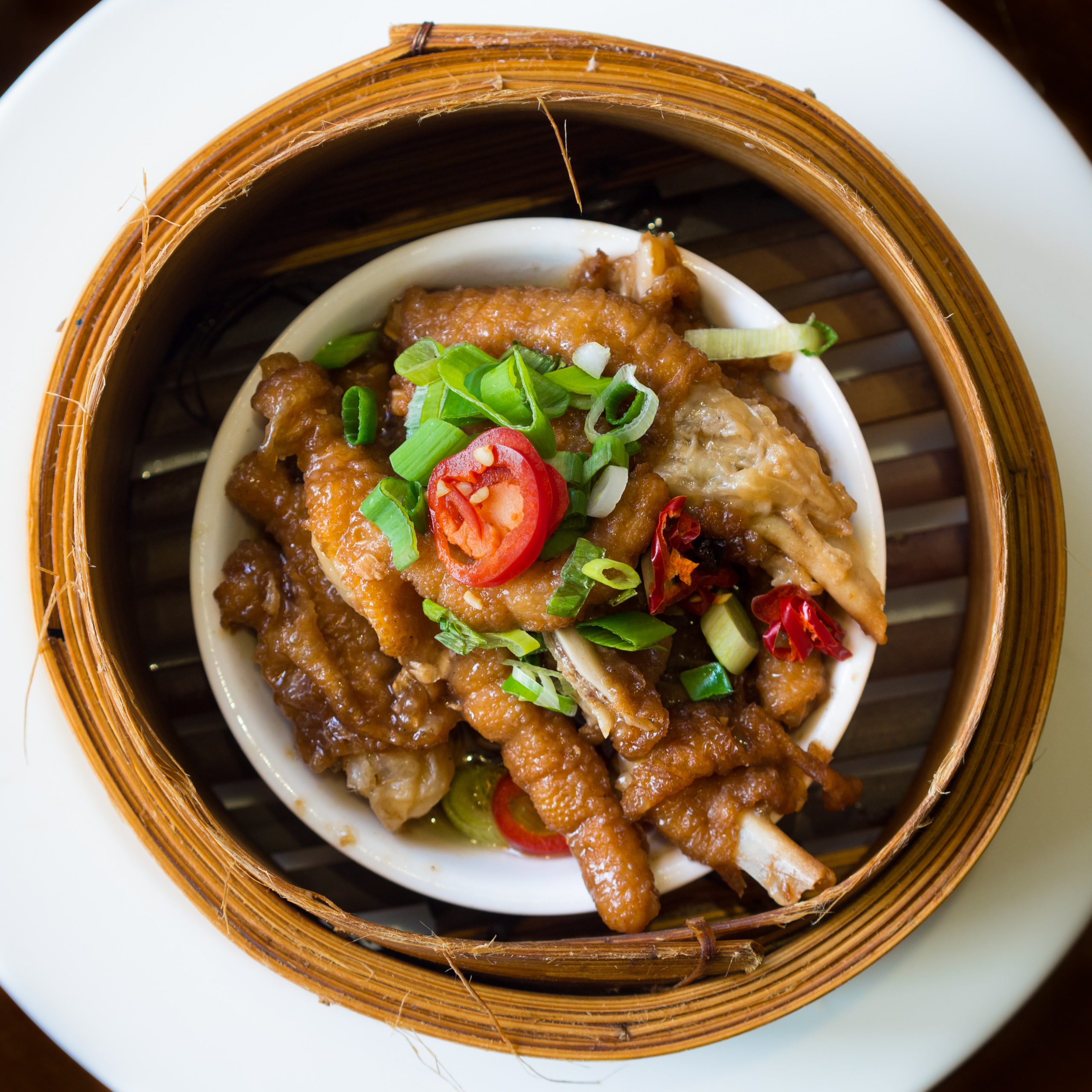
Куриные лапки в лёгком блюде Димсам в Нидерландах

Куриные лапки используются в ряде региональных китайских кухонь; они могут быть поданы как закуска к пиву, как мясное блюдо, сваренные в супе или как основное блюдо. В Китае они называются Fèng zhuǎ (鳯爪, Феникс с когтями), Jī zhuǎ (鷄爪, куриные когти) и Jī jiǎo (雞脚, куриные лапки).
В провинции Гуандун и Гонконге их готовят во фритюре, на пару, тушат и варят, подают в соусе, приправленном черными бобами.
В Китае популярны закусочные, специализирующиеся на приготовлении субпродуктов, таких как yabozi (шея утки), lu ji zhua (鹵雞爪, маринованные куриные ноги), которые готовят на медленном огне с соевым соусом, сычуаньским перцем, гвоздикой, чесноком, бадьяном, корицей и перцем чили. Фасованные куриные лапки продаются в большинстве продуктовых магазинов и супермаркетов в качестве закуски, часто приправленной рисовым уксусом и перцем чили.
Ещё один популярный рецепт называется Бай Юнь фэн Чжао (白雲鳯爪). Лапки долго маринуются в соусе из рисового уксуса, рисового вина, приправленные сахаром, солью и измельченным имбирем. После этого они подаются, как холодное блюдо. В Южном Китае из куриных лапок с арахисом готовят суп.

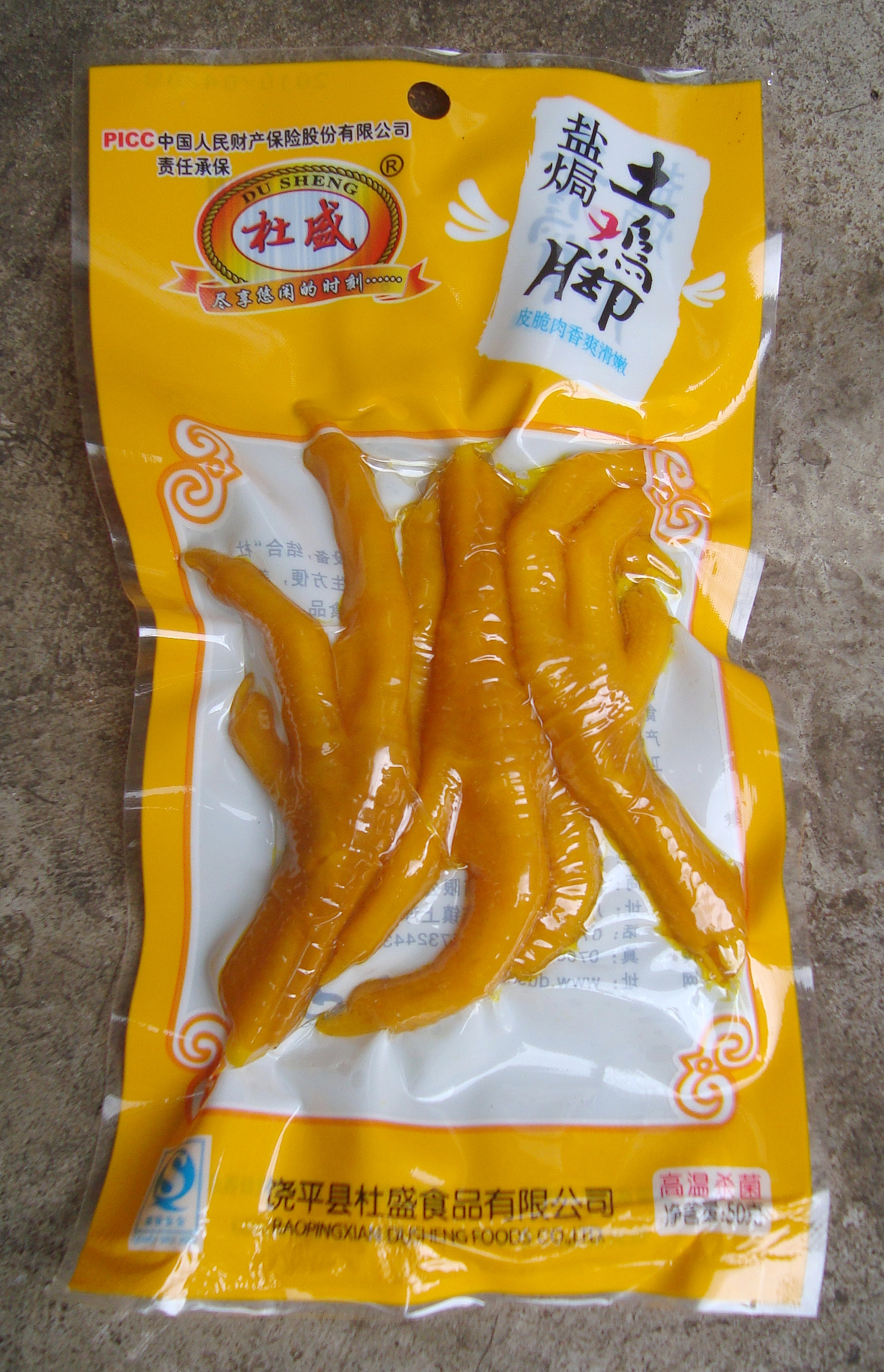
Запечённые куриные лапки продаются в Китае в вакуумной упаковке

В Китае большой спрос на лапки приводит к повышению на них цен. По состоянию на июнь 2011 года один килограмм сырых куриных лапок стоят от 12 до 16 юаней, сравните с 11-12 юанями за 1 кг замороженных куриных грудок. В 2000 году через Гонконг, крупнейший перевалочный пункт по доставке куриных лапок в более чем 30 стран, прошло около 420 000 тонн куриных ног на сумму в $230 миллионов. В настоящее время Китай является основным потребителем куриных лапок в мире.
Помимо куриных лапок в Китае пользуются спросом лапки уток. Утиные ноги едят с горчицей, уксусом, свежим зелёным перцем и толчёным чесноком. Это одна из популярных китайских закусок.

## Индонезийская кухня
В индонезийской кухне куриные лапки называются ceker. Они являются популярным деликатесом в Индонезии, особенно на Яве. Куриные лапки в Индонезии готовят в остром традиционном супе под названием Сото. Куриные лапки подаются в жёлтом остром бульоне Сото, в который кладутся специи, лук-шалот, чеснок, галангал, имбирь, лимонник и куркума. На второе блюдо они подаются с капустой, сельдереем, рисовой лапшой и другим гарниром.

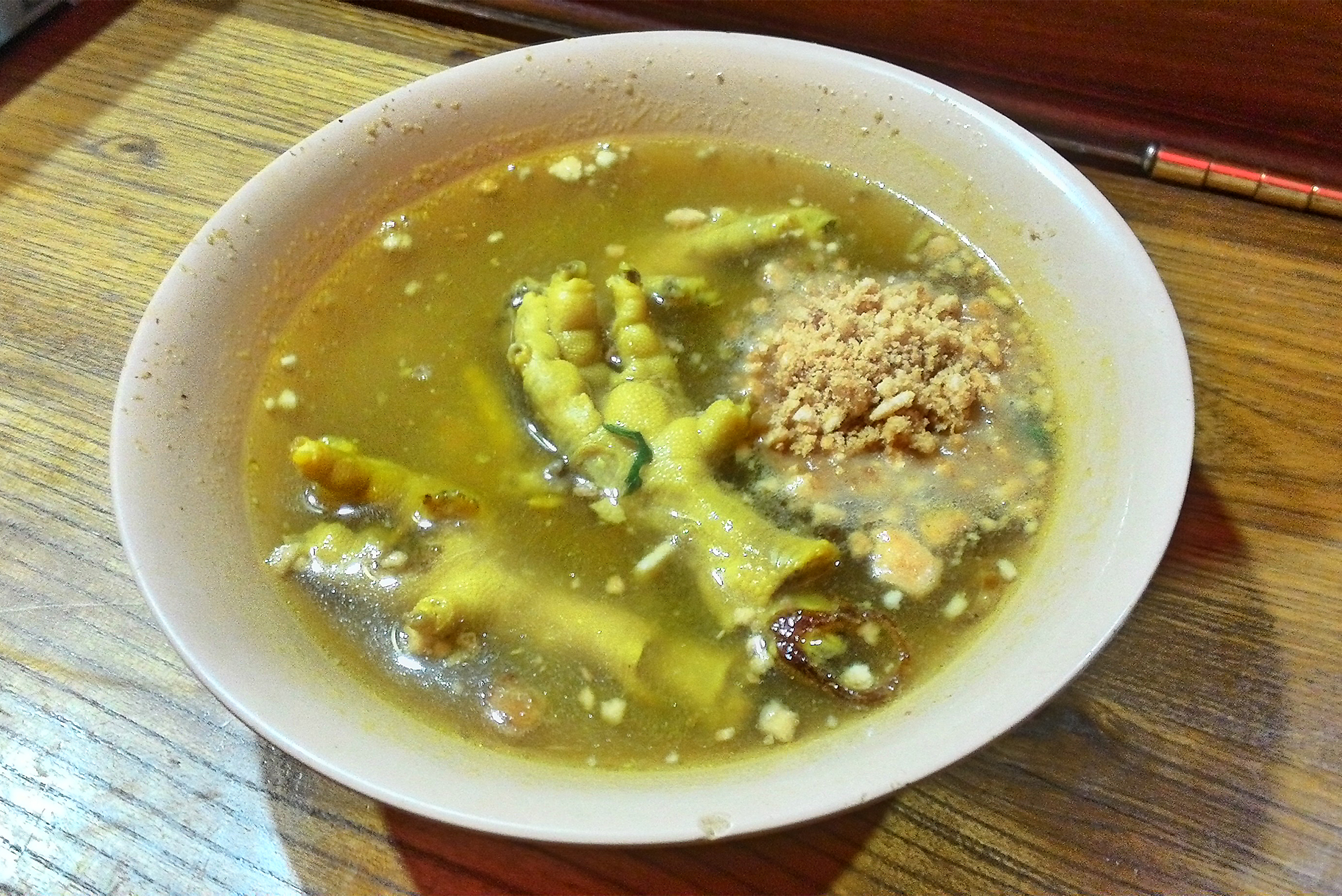
Сото ceker — индонезийский суп из куриных лапок

Soto ceker — одно из самых популярных блюд в Джакарте, Бали, Сурабаяе и Бандунге, в большинстве крупных городов Индонезии. В уличных кафе или дешевых ресторанах Soto ceker предлагается как вариант популярного блюда soto ayam (куриный Soto). В популярном кафе Soto ceker в Южной Джакарте каждый день готовится до 40 килограмм куриных ног.
В Индонезии мягкие, очищенные от костей куриные лапки, являются популярным продуктом для детского питания. Их рекомендуют детям в возрасте от 6-12 месяцев. Лапки часто подают в блюде Наси Тим (Nasi tim): варёный рис с филе из куриных ног, пюре из печени и овощной бульон. Куриные ноги, которые состоят из сухожилий, кожи и хрящей, богаты желатиновым коллагеном, и традиционно считаются полезными для кожи младенцев, для их ногтей, суставов и роста костей. Этот продукт также рекомендуют[кто?] для употребления при переломах костей.

## Малайзийская кухня
Куриные лапки, известные в Малайзии как ceker, популярны в основном у малайцев яванского происхождения, у китайцев и тайцев. Многие традиционные малайские рестораны в штате Джохор предлагают куриные лапки, приготовленные в малайском стиле. В штате Селангор куриные лапки варят в супе с овощами и специями или жарят во фритюре в пальмовом масле. Куриные лапки употребляют в пищу малайзийские китайцы.

## Тайская кухня

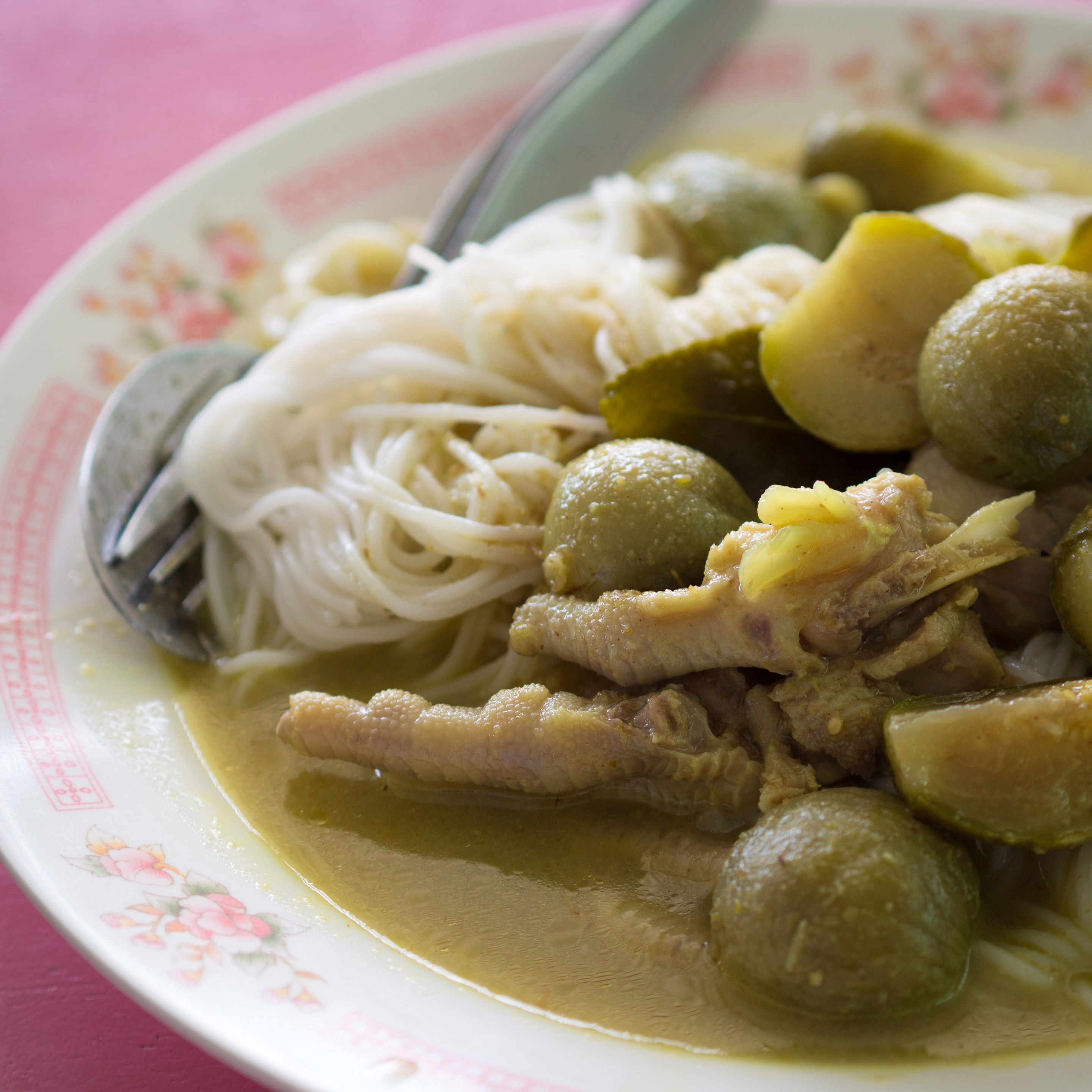
Khanom chin kaeng khiao wan kai — лапки тайского цыпленка с приправой карри подают с рисовой лапшой

В тайской кухне куриные лапки используются в различных блюдах, например, в таком варианте — курица с зелёной приправой карри (смесь пряностей на основе корня куркумы).

## Корейская кухня
Куриные лапки (닭발) поливают горячим красным перечным соусом и готовят на гриле. Их часто едят как второе блюдо и подают с алкоголем.

## Филиппинская кухня
На Филиппинах куриные лапки маринуют в рассоле с Каламондином, специями и коричневым сахаром, потом готовят на гриле. Куриные лапки являются популярным продуктом Филиппинского быстрого питания. При этом они носят название «Адидас» (в честь спортивной обуви марки «Адидас»). Куриные лапки входят в состав ингредиентов для филиппинского блюда адобо.

## Ямайская кухня
В ямайской кухне куриные ноги в основном используются для варки супа. В дополнение к куриным лапкам в суп кладут ямс, картофель, зелёный/жёлтый банан, пельмени и специи. Все это медленно варится в течение, как минимум, двух часов. Куриные лапки также тушат и подают в качестве основного блюда.

## Мексиканская кухня
В Мексике куриные лапки являются популярным ингредиентом для приготовления рагу и супов. Как часть основного блюда, они варятся с рисом, овощами и другими частями курицы, например, грудками или бедрами. Лапки могут быть приправлены соусом.
Многие едят куриные лапки, как закуску и жуют их мягкую кожу, кости ног отбрасываются.

## Тринидадская кухня
В Тринидаде куриные ноги отрезаются и варятся. В блюдо добавляются огурцы, лук, перец. Получается куриный соус, который употребляется в пищу.

## Восточноевропейская кухня

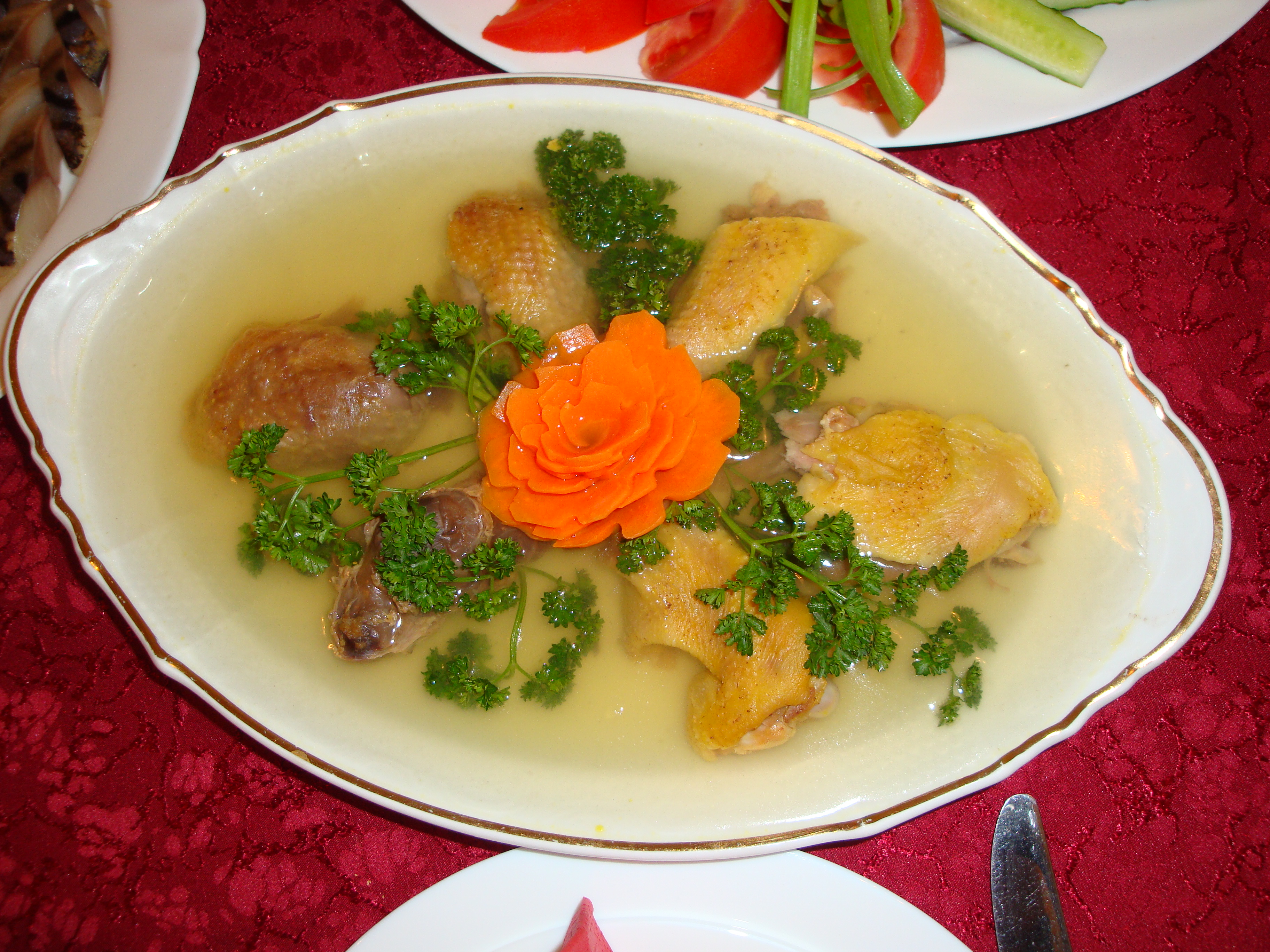
Молдавское блюдо racitura. В этом блюде куриные лапки удаляются после закипания воды

В России, Украине, Румынии и Молдове, куриные лапки отрезаются и варятся, часто с овощами. Полученный густой бульон охлаждают. Из него получается холодец, который в Румынии называется răcitură. Использование лапок в пищу связано с наличием в них большого количества желатина.

## Южноафриканская кухня
В Южной Африке куриные лапки в основном ели во всех девяти провинциях, где они были известны как «рации» (вместе с головой, кишечником, сердцем и потрохами).